# Чемпињ
Чемпињ (пољ. Czempiń) град је у Пољској у Војводству великопољском. По подацима из 2012. године број становника у месту је био 5288.

## Становништво
| 2012. |
| ----- |
| 5.288 |